# Università del Nuovo Brunswick
L'Università del New Brunswick (UNB) è un'università pubblica con due campus principali, rispettivamente a Fredericton e a Saint John, Nuovo Brunswick. È la più antica università di lingua inglese nel Canada e tra le più antiche università del Nordamerica. UNB fu fondata da un gruppo di sette lealisti che lasciarono gli Stati Uniti dopo la Rivoluzione americana.

## Descrizione
UNB ha due campus principali: quello originale, fondato nel 1785 a Fredericton e uno più piccolo che fu aperto a Saint John nel 1964. Il campus Saint John è sede della scuola medica anglofona del Nuovo Brunswick, Dalhousie Medicine New Brunswick, un'affiliata della Università Dalhousie. In aggiunta, ci sono due piccoli campus satelliti nelle scienze mediche a Moncton e a Bathurst, e due uffici nei Caraibi e a Pechino. UNB offre oltre 75 diplomi in quattordici facoltà a livello di baccalaureato e di laurea con un totale di studenti iscritti di approssimativamente 9 700 tra i due principali  campus. UNB fu definita l'"università più imprenditoriale del Canada" allo Startup Canada Awards del 2014.
L'Università del Nuovo Brunswick ha istruito numerosi ministri del governo  federale canadese, tra i quali Sir John Douglas Hazen, William Pugsley e Gerald Merrithew, molti Premier del Nuovo Brunswick quali Frank McKenna e Blaine Higgs, due giudici della Corte Suprema del Canada, Oswald Smith Crocket e  Gérard La Forest, come anche eminenti artisti e scrittori. UNB ha legami con il movimento della Confederation Poets; Bliss Carman e Sir Charles G.D. Roberts ne furono allievi.